# Dorota Nvotová

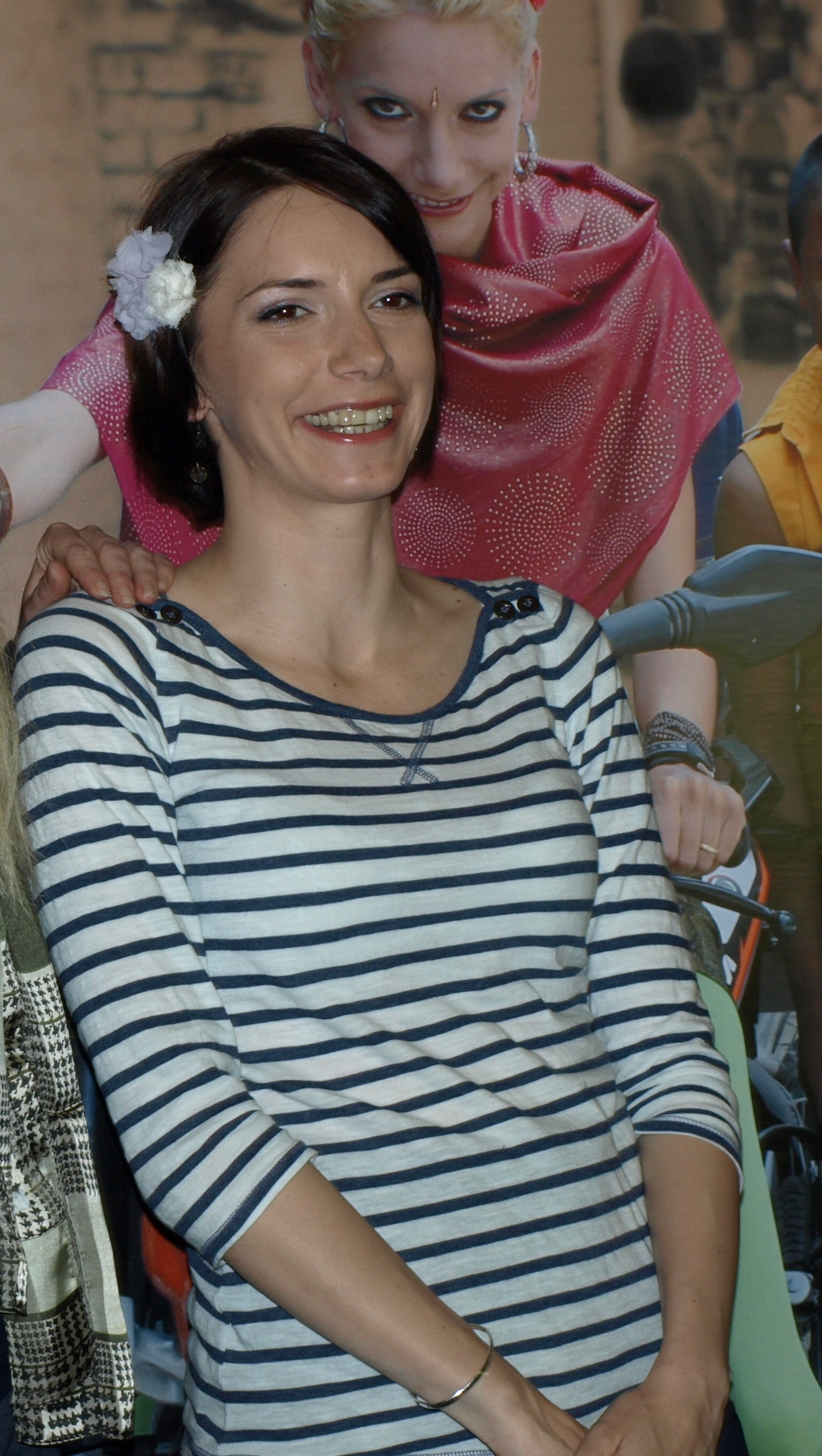
Dorota Nvotová im Jahr 2013

Dorota Nvotova (* 27. Oktober 1982 in Považská Bystrica) ist eine slowakische Schauspielerin und Sängerin.

## Leben
Dorota Nvotová wurde Anfang der 1980er Jahre in Považská Bystrica geboren und besuchte später das Evangelische Lyzeum in Bratislava. Sie wuchs in einer stark der darstellenden Kunst zugewandten Familie auf. Ihre Mutter ist die populäre Schauspielerin Anna Šišková, ihr Vater war der Musiker und Dramatiker Jaroslav Filip (1949–2000). Ihr Stiefvater ist der Regisseur Juraj Nvota, dessen Nachnamen sie angenommen hat. Ihre jüngere Halbschwester Tereza ist Schauspielerin und Regisseurin.
Sie bekam schon im Kindesalter die Möglichkeit, erste Schauspielrollen zu übernehmen. Im Alter von sechs Jahren spielte sie in einem Fernsehfilm ihres Stiefvaters mit, als Neunjährige trat sie im Kindermusical Bambi auf. Mit 10 Jahren bekam sie eine Hauptrolle in einem Theaterstück am Astorka Korzo '90. Ihr Debüt in einem Kinofilm gab sie mit 14 Jahren in dem Werk Orbis Pictus. Fortan übernahm sie Rollen in tschechischen und slowakischen Film- und Fernsehproduktionen, unter anderem in Milan Šteindlers Film Perníková vez oder Benjamin Tuceks Devcátko. Für letzteren Film wurde sie 2003 beim Internationalen Filmfestival Thessaloniki als Beste Schauspielerin ausgezeichnet. Für ihre Rolle der Anca Prepichová in dem Film Muzika wurde sie im Jahr 2008 für den Slnko v sieti („Sonne im Netz“) als Beste Hauptdarstellerin nominiert.
Neben der Schauspielerei ist Dorota Nvotová  auch als Sängerin aktiv und hat seit ihrem selbstbetitelten Debütalbum 2004 in regelmäßigen Abständen weitere Alben veröffentlicht.
Nvotová war bislang insgesamt drei Mal verheiratet. 2002 heiratete sie Miloslav Láber, mit dem sie gemeinsam in der Band Overground spielte. Nach ihrer Trennung im Jahr 2007 ging Nvotová nach Nepal und arbeitete dort in einem Waisenhaus. Später stellte sich heraus, dass der Besitzer des Waisenhauses mit seiner Frau die Kinder körperlich erniedrigte und teilweise missbrauchte. Nach diesem Skandal erstattete Nvotová Anzeige gegen den Mann und verließ daraufhin das Land, da sie sich nicht mehr sicher fühlte. Von 2012 bis 2013 war sie mit dem Briten Johny Rowett verheiratet. Nach der zweiten Scheidung verliebte sie sich erneut und ging mit ihrem Partner Martin Luterán 2013 für zwei Jahre nach Moskau, da er beruflich dorthin versetzt wurde.  Sie heirateten 2014, trennten sich dann aber wieder 2018. Aus ihrer dritten Ehe ging Sohn Filip hervor.

## Filmografie
- 1997: Orbis Pictus
- 2002: Perníková vez
- 2002: Devcátko
- 2008: Muzika
- 2012: The Confidant
- 2019: Dezo Ursiny 70

## Diskografie
- 2004: Dorota Nvotová
- 2008: Sila Vzlyku
- 2012: Just
- 2018: More
- 2021: Ten

## Auszeichnungen
- 2003: Internationales Filmfestival Thessaloniki – Beste Schauspielerin (in dem Film Devcátko)